# Opius comparativus
Opius comparativus är en stekelart som beskrevs av Fischer 1972. Opius comparativus ingår i släktet Opius och familjen bracksteklar. Inga underarter finns listade i Catalogue of Life.